# Мостови округа Медисон (филм)
Мостови округа Медисон (енгл. The Bridges of Madison County) је филм из 1995. 
режисера Клинта Иствуда. У главним улогама су Клинт Иствуд и Мерил Стрип. Филм је екранизација истоименог аутобиографског романа Роберта Џејмса Волера. Ова прича о чежњи и разумевању, о љубави тако снажној да може заувек да промени нечији живот.

## Радња
Франческа (Мерил Стрип) је била удата за Ричарда Џонсона (Џим Хејни) и с њим је живела на усамљеној фарми у округу Медисон, у Ајови. Након њене смрти,њена деца Каролина и Мајкл откривају да је у свом дневнику Франческа описала љубав с извесним фотографом Робертом Кинкејдом (Клинт Иствуд).
Веза је трајала само четири дана а све се догодило у лето 1965. године, док су муж и деца били на великом сајму. Кинкејд је својим малим камионом залутао тражећи мостове округа Мадисон које је требало да сними. Зауставио се пред Франческином кућом и она му је показала пут.
Франческа је некада била учитељица, али је због подизања деце напустила школу и остала домаћица чији се снови нису остварили. Роберту су путовања по свету онемогућила нормалан породични живот. Спријатељили су се, а одмах и заљубили једно у друго. Био је то почетак љубавне приче која је трајала тек неколико дана и живела у њиховим успоменама више од 20 година. Околности им неће омогућити да везу наставе. Ипак, у писму које је 1987. Франческа написала деци очито је да јој је најважније да она схвате колико је та љубав била за њу важна и да то није била пука прељуба.

## Улоге
| Глумац           | Улога            |
| ---------------- | ---------------- |
| Клинт Иствуд     | Роберт Кинкејд   |
| Мерил Стрип      | Франческа Џонсон |
| Ен Корли         | Керолајн Џонсон  |
| Виктор Слезак    | Мајкл Џонсон     |
| Џим Хејни        | Ричард Џонсон    |
| Сара Кетрин Шмит | млада Керолајн   |
| Кристофер Крун   | млади Мајкл      |
| Филис Лајонс     | Бети             |
| Дебра Манк       | Маџ              |
| Ричард Лејџ      | адвокат Питерсон |
| Мишел Бенес      | Луси Редфилд     |

## Зарада
- Зарада у САД - 71.516.617 $
- Зарада у иностранству - 110.500.000 $
- Зарада у свету - 182.016.617 $